# باتريسيو فرينش
باتريسيو فرينش (بالإسبانية: Patricio French)‏ هو تاجر وسياسي إسباني، ولد في 1742 في شلوقة في إسبانيا.